# Aegus hikidai
Aegus hikidai là một loài bọ cánh cứng trong họ Lucanidae. Loài này được Araya mô tả khoa học năm 1994.